# 友谊路街道 (滦南县)
友谊路街道，是中华人民共和国河北省唐山市滦南县下辖的一个街道办事处。
2012年，河北省民政厅批复同意将倴城镇的团结小区、罗城小区、全兴胡同、西城胡同、育才路、康乐小区、千禧和平、学苑街、文明街、便民路、友谊路、爱民路、曙光、仁和、冀腾小区、祥和路、天承锦绣等16个居民委员会从倴城镇划出，设立友谊路街道办事处。

## 行政区划
友谊路街道下辖以下地区：
爱民路社区、友谊路社区、全兴胡同社区、学苑街社区、祥和路社区、冀腾小区社区、康乐小区社区、育才路社区、团结小区社区、文明街社区、西城胡同社区、罗城小区社区、便民路社区、千禧和平社区和曙光仁和社区。